# Volksabstimmungen in der Schweiz 1963
Dieser Artikel bietet eine Übersicht der Volksabstimmungen in der Schweiz im Jahr 1963.
In der Schweiz fanden auf Bundesebene drei Volksabstimmungen statt, im Rahmen zweier Urnengänge am 26. Mai und 8. Dezember. Dabei handelte es sich um eine Volksinitiative und zwei obligatorische Referencen.

## Abstimmung am 26. Mai 1963

### Ergebnis
| Nr. | Vorlage | Art | Stimm- berechtigte | Abgegebene Stimmen | Beteiligung | Gültige Stimmen | Ja      | Nein    | Ja-Anteil | Nein-Anteil | Stände | Ergebnis |
| --- | --- | --- | ------------------ | ------------------ | ----------- | --------------- | ------- | ------- | --------- | ----------- | ------ | -------- |
| 203 | Volksbegehren für das Entscheidungsrecht des Volkes über die Ausrüstung der schweizerischen Armee mit Atomwaffen | VI  | 1'523'595          | 743'469            | 48,79 %     | 725'299         | 274'061 | 451'238 | 37,79 %   | 62,21 %     | 4½:17½ | nein     |

### Ausrüstung der Armee mit Atomwaffen
Die Initiative über ein Verbot von Atomwaffen (über die im April 1962 abgestimmt wurde) löste innerhalb der SP eine harte Auseinandersetzung aus, denn der rechte Parteiflügel lehnte sie ab. An einem ausserordentlichen Parteitag im Oktober 1958 beschloss die SP deshalb ein eigenes Volksbegehren, das nicht ein striktes Verbot vorsah, sondern die mögliche Beschaffung von Atomwaffen einem obligatorischen Referendum unterstellen wollte. Da das eigene Begehren mit rund drei Monaten Verspätung auf die Verbotsinitiative zustande kam, liessen sich die Behörden mit der Behandlung bis nach der Volksabstimmung Zeit. Das Parlament empfahl die Ablehnung der SP-Initiative. Im Abstimmungskampf wiesen die Befürworter nochmals grundsätzlich auf die Problematik der atomaren Bewaffnung hin. Ausserdem waren sie der Ansicht, das Stimmvolk müsse bei einer derart grundlegenden Frage wie dieser mitentscheiden können. Zu den Gegnern gehörten alle bürgerlichen Parteien. Sie warben um Vertrauen in die Politiker und meinten, das Volk könne in militärischen Fragen oft nicht rasch genug entscheiden und aufgrund der militärischen Geheimhaltung auch nicht umfassend informiert werden. Darüber hinaus unterstellten sie den Befürwortern, die Armee schwächen zu wollen. Die Initiative erreichte die Zustimmung von etwas mehr als einem Drittel der Abstimmenden, angenommen wurde sie nur in den Kantonen Basel-Stadt, Genf, Neuenburg, Tessin und Waadt. Das Schweizer Kernwaffenprogramm scheiterte letztlich aus finanziellen und technologischen Gründen.

## Abstimmungen am 8. Dezember 1963

### Ergebnisse
| Nr. | Vorlage | Art | Stimm- berechtigte | Abgegebene Stimmen | Beteiligung | Gültige Stimmen | Ja      | Nein    | Ja-Anteil | Nein-Anteil | Stände | Ergebnis |
| --- | --- | --- | ------------------ | ------------------ | ----------- | --------------- | ------- | ------- | --------- | ----------- | ------ | -------- |
| 204 | Bundesbeschluss vom 27. September 1963 über die Weiterführung der Finanzordnung des Bundes (Verlängerung der Geltungsdauer von Art. 41ter BV und Ermässigung der Wehrsteuer) | OR  | 1'532'921          | 640'868            | 41,81 %     | 611'756         | 474'786 | 136'970 | 77,61 %   | 22,39 %     | 22:0   | ja       |
| 205 | Bundesbeschluss vom 21. Juni 1963 betreffend die Ergänzung der Bundesverfassung durch einen Artikel 27quater über Stipendien und andere Ausbildungsbeihilfen                 | OR  | 1'532'921          | 639'940            | 41,75 %     | 611'631         | 479'987 | 131'644 | 78,48 %   | 21,52 %     | 22:0   | ja       |

### Weiterführung der Finanzordnung
Weil die Wehrsteuer (heutige direkte Bundessteuer) und die Warenumsatzsteuer (WUSt), die beiden ertragreichsten Einnahmequellen des Bundes, bis 1964 befristet waren, wäre für die Zeit danach eigentlich eine dauerhafte Lösung notwendig gewesen. Doch grundlegende Reformen der Finanzordnung waren mehrmals in Volksabstimmungen gescheitert, weshalb sich der Bundesrat damit begnügte, die bestehende Finanzordnung des Jahres 1958 einfach bis 1974 zu verlängern. Auf einige geplante Änderungen verzichtete er vollständig, während das Parlament zum Ausgleich der kalten Progression lediglich eine Entlastung bei der Wehrsteuer vornahm (zusätzliche Abzüge und Verflachung der Steuerprogression). Die meisten Parteien unterstützten die Vorlage. Dabei wiesen die bürgerlichen Parteien vor allem auf die steuerlichen Entlastungen hin, während sich die Begeisterung bei SP und Gewerkschaften in Grenzen hielt. Zu den Gegnern gehörten der LdU und die PdA. Erstere empfand die WUSt als Einnahmequelle auf Vorrat und meinte, Konsumenten würden nicht von der Steuerentlastung profitieren. Mehr als drei Viertel der Abstimmenden und alle Kantone nahmen die Vorlage an.

### Stipendien und Ausbildungsbeihilfen
Als Hauptursache für den Mangel an gut ausgebildeten Fachkräften galt die lückenhafte Kompetenz des Bundes auf dem Gebiet des Stipendienwesens und anderer Ausbildungshilfen, weshalb des Departement des Innern zu dieser Frage die Meinungen von Kantonsregierungen und der Wirtschaft einholte. Es kam zum Schluss, dass der Bund eine Gesetzgebungskompetenz benötige, bevor er überhaupt aktiv werden dürfe. Der daraufhin vom Bundesrat vorgelegte Entwurf sollte dem Bund das Recht geben, den Kantonen Beiträge für Stipendien zu gewähren und ergänzend selber Massnahmen zu ergreifen. Trotz Bedenken einzelner Wirtschaftsverbände stimmte das Parlament zu. Die Vorlage war praktisch unbestritten und es gab deshalb keine wirkliche Abstimmungskampagne, weil sich selbst die kritischen Arbeitgeber- und Wirtschaftsverbände zurückhielten. Fast vier Fünftel der Abstimmenden und alle Kantone gaben ihre Zustimmung.